# Lo malo
«Lo malo», originalmente titulada «Chico malo», es una canción de las cantantes españolas Aitana y Ana Guerra, compuesta en inglés por Jess Morgan y Will Simms y adaptada al español por Brisa Fenoy en colaboración de Lluís Mosquera. Fue lanzada en plataformas digitales el 28 de enero de 2018 en su primera versión para representar a España en el Festival de la Canción de Eurovisión 2018, quedando en tercera posición.

## Antecedentes
En noviembre de 2017, se comenzó a especular que el representante de España en el Festival de la Canción de Eurovisión 2018 sería uno de los concursantes de Operación Triunfo 2017. El 4 de diciembre de 2017, durante la sexta gala de dicho programa, el presentador Roberto Leal confirmó los rumores. Una gala sería añadida al programa justo antes de la final de este para poder decidir la canción y los artistas que representarían a España en dicho certamen. Esta se llevaría a cabo el 29 de enero de 2018, a una semana de la final del concurso.
Finalmente, el 23 de enero de 2018 se revelaron los temas y los autores de estos, candidatos a representar a España en Eurovisión. El tema fue presentado bajo en título de «Chico malo», sin embargo, el 25 de enero, se anunció el cambio de título a «Lo malo» al estar el anterior nombre registrado por una marca comercial.
En lo que a Eurovisión se refiere, Lo malo quedó en tercer lugar en la última elección de canciones con un 26% de los votos. Tu canción, tema finalmente elegido para representar a España e interpretado por Amaia Romero y Alfred García, que alcanzó el 43% de los votos proclamándose ganadora.

## Lanzamiento
El 23 de enero de 2018, durante la emisión del 24 horas de Operación Triunfo, fueron revelados los temas que aspirarían a representar a España en el festival de Eurovisión. Ese mismo día, Lo malo fue mostrado al público por primera vez. Más tarde, el 28 de enero, el tema se estrenó en plataformas digitales a modo de descarga digital y streaming aún en su versión primera. La versión definitiva de Lo Malo fue estrenada el 6 de abril de 2018 junto al vídeo musical que acompaña la canción.

## Controversias

### Descontento de las intérpretes
Durante la presentación del tema a Aitana y Ana Guerra, estas no parecían estar muy seguras sobre este pues su manera de entender el mensaje y la música no era el que Fenoy quería dar. El hecho de usar palabras en idioma inglés en una canción cantada enteramente en español no hacía que se sintieran cómodas con el tema que sería el primer posible sencillo de su carrera profesional como cantantes. Las intérpretes quisieron cambiar varias letras de la canción pero esta idea no se llevó a cabo finalmente. El hecho de que ni Aitana ni Ana Guerra estuvieran familiarizadas con el género musical trap, género principal de «Lo malo», tampoco ayudaba a su comodidad. Finalmente, después de una reprimenda por parte de los profesores de la academia de Operación Triunfo, las alentadoras palabras por parte de Gestmusic y Universal Music y la aclaración sobre el mensaje de la canción por parte de Brisa Fenoy, Aitana y Ana Guerra siguieron con los ensayos como si nada y notando como cada vez la canción era más de su agrado. Además, cuando la canción estaba en su título original, se la acusó de plagiar las melodías de Shape of You una canción del cantante británico Ed Sheeran.

## Uso en la cultura popular

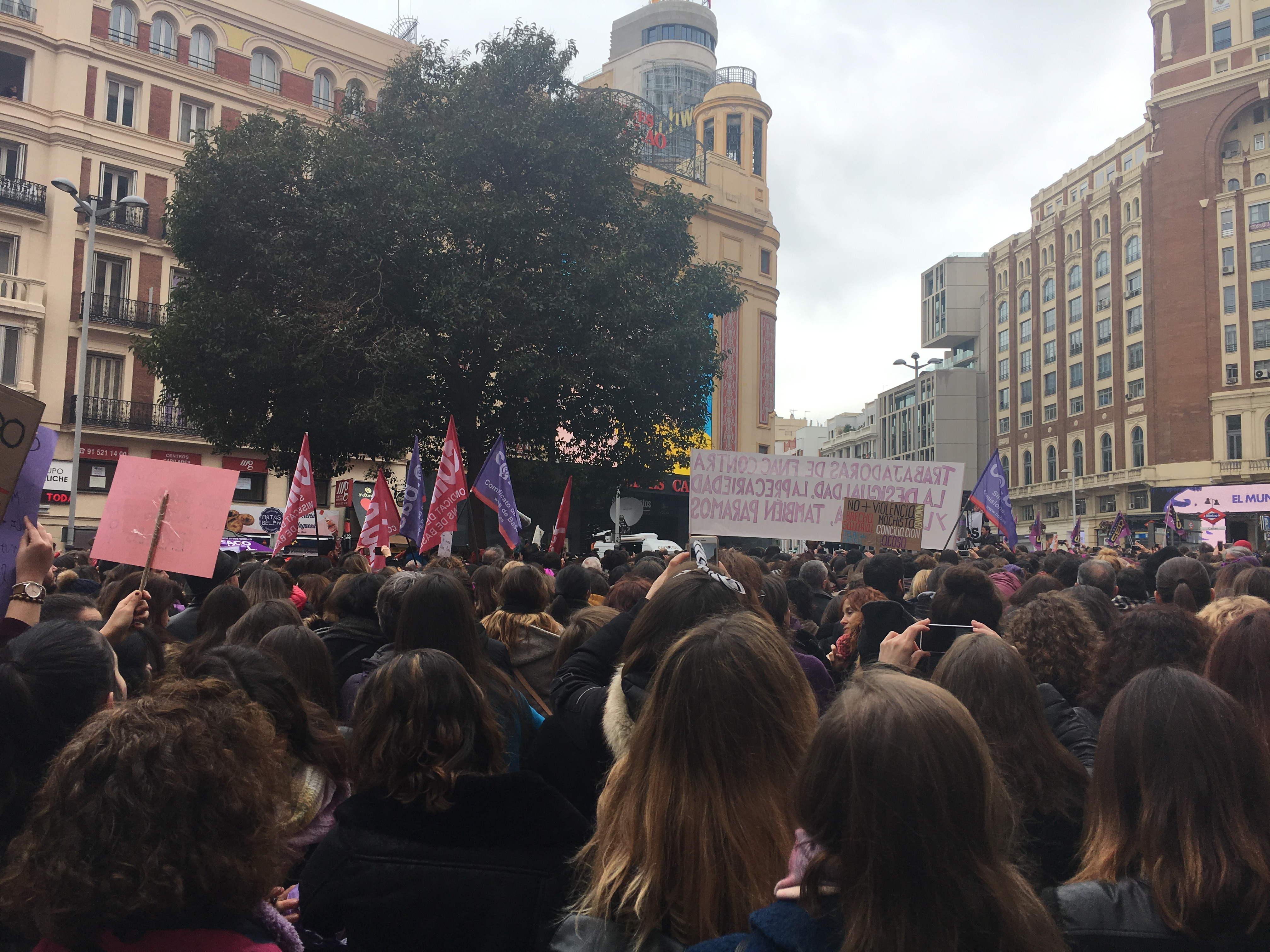
Paro de mujeres de 2018 en Madrid.

Durante el Paro Internacional de Mujeres 2018 en las diferentes manifestaciones convocadas en diversas localidades españolas como Madrid, Sevilla, Valencia o Barcelona, se pudieron ver pancartas con la letra y el mensaje feminista del tema de Aitana y Ana Guerra para así lanzar un mensaje de apoyo hacia la mujer y rechazar las actitudes machistas.

## Lanzamiento de camisetas
El 3 de abril de 2018, al ser Aitana embajadora de la marca Stradivarius, esta lanzó una camiseta inspirada en Lo malo. Esta se agotó en menos de 24horas. . Desde  Stradivarius, piensan que su estilo siempre ha sido parecido al de las colecciones de esta tienda. La camiseta consta de una breve frase en rojo "Pa mala yo" y en la parte trasera se puede observar en pequeñas letras negras "yo decido el cuando el donde y con quien", palabras que se repiten en la canción de «Lo malo». El precio de esta camiseta es bastante asequible, al igual que cualquiera de las camisetas de Stradivarius.

## Remix
Tras arrasar en listas de ventas con más de 160 000 copias vendidas, Universal Music anuncia un remix con el eslogan "Lo mejor de lo malo está aquí". En este caso, Aitana y Ana Guerra contaron con la colaboración de las cantantes Tini Stoessel y Greeicy Rendón. Fue lanzado el 24 de agosto de 2018 solamente en Spotify. Este supuso el lanzamiento internacional de la canción a pesar de haber sido N.º 1 en 5 países de América Latina con su versión normal. En su primer día de lanzamiento se posicionó en el N.º 1 de iTunes, con más de 230 000 streams en 48 horas. El 31 de agosto, lanzaron el videoclip oficial que en pocas horas se posicionó en N.º 1 en Tendencias tras alcanzar el millón de reproducciones en pocas horas. Hasta la fecha el videoclip supera las 100 000 000 de visualizaciones y en Spotify más de 40 000 000 de streams.

## Interpretaciones en directo
El 29 de enero de 2018, durante la Gala Eurovisión de Operación Triunfo 2017, «Lo malo» fue interpretado dos veces, cada una en las dos rondas de votaciones para elegir a la canción que representaría a España. Semanas más tarde, el 13 de febrero, durante la gala especial final OT, la fiesta, el tema volvió a sonar en el plató del programa por última vez.
El 23 de febrero de 2018, Anna Simon y Cristina Pedroche imitaron la actuación de Aitana y Ana Guerra en el programa televisivo Tu cara me suena.
El 3 de marzo fue el primer concierto de la GiraOT en el Palau Sant Jordi de Barcelona. Aitana y Ana Guerra deslumbraron con su actuación de "Lo malo", además el 17 de marzo también estuvieron en el palacio Vistalegre de Madrid.  Posteriormente, el 11 de marzo, Aitana y Ana Guerra actuaron en el plató de Fama, ¡a bailar! 2018 acompañadas de los bailarines concursantes. El 15 de marzo, en Tenerife, se llevaron a cabo los Premios Dial donde ambas volvieron a interpretar el tema. El 4 de abril, Lo malo fue interpretado en el programa de Antena 3, El Hormiguero. Fue confirmada su actuación en mayo de 2018 en el festival Primavera Pop organizado por Los 40 en Madrid, Barcelona y Málaga. Después de aquellas actuaciones, siguen interpretando la canción en festivales y conciertos de OT, el 2 de noviembre vuelven a interpretar la canción en Los 40 Music Awards 2018

## Recepción

### Comercial
En febrero de 2018, el tema se posicionó en el número uno de la lista de ventas española, PROMUSICAE, convirtiéndose en la primera canción española en ocupar ese puesto desde el año 2016.
El 1 de marzo, Universal Music informó que «Lo malo» había sido certificado disco de oro digital en España con más de 20,000 copias vendidas. Más tarde, el 28 de marzo, el tema llegó a certificarse disco de platino en España con más de 40,000 copias vendidas. El 10 de mayo consigue Doble disco de platino con más de 80,000 copias vendidas. El 20 de junio del mismo año consigue el triple disco de platino tras vender más de 120,000 copias. El 14 de julio del mismo año consigue el cuarto disco de platino tras arrasar con más de 160,000 copias vendidas. El 4 de diciembre del mismo año consiguen el quinto disco de platino tras conseguir la escalofriante venta de 200 000 copias, convirtiéndose en la canción de 2018 en España. En 2019 logró ser disco de oro en Chile y un año más tarde se certificó como disco de oro latino en Estados Unidos  tras vender más de 30,000 copias.
A día de hoy roza las 300,000 copias vendidas, convirtiéndose en el tema más vendido de ambas cantantes.

### OGAE Second Chance
La canción fue elegida para representar a España en el OGAE Second Chance Contest 2018, donde finalizó en 4ª posición.

## Vídeo musical
El 22 de febrero de 2018, RTVE publicó un vídeo en la plataforma de streaming YouTube donde mostraban un anticipo del vídeo de «Lo malo». Dicho anticipo fue mostrado también en el Telediario de La 1 emitido el mismo día. El 30 de marzo se anunció que el 6 de abril se lanzaría el videoclip junto a la versión definitiva de la canción y el sencillo en formato físico. A dos días de su estreno oficial, RTVE publicó en exclusiva los primeros noventa segundos del videoclip.
El 6 de abril, fue lanzado el videoclip oficial de la canción. En 24 horas desde su estreno, el vídeo alcanzó el millón y medio de visualizaciones solamente en YouTube.  En 2020 el videoclip roza las cien millones de visualizaciones.

## Posicionamiento en listas

### Semanales
| País   | Lista                       | Mejor posición |
| ------ | --------------------------- | -------------- |
| España | PROMUSICAE                  | 1              |
| Panamá | Panama Pop (Monitor Latino) | 6              |

### Certificaciones
| País           | Organismo certificador | Certificación | Ventas certificadas | Ref.   |
| -------------- | ---------------------- | ------------- | ------------------- | ------ |
| España         | PROMUSICAE             | 5x Platino    | 300 000             | [ 36 ] |
| Ecuador        | SAE                    | 1x Oro        | 3 000               |        |
| Estados Unidos | RIAA                   | Oro (Latin)   | 30 000              | [ 37 ] |

| País   | Organismo certificador | Certificación | Ventas certificadas |
| ------ | ---------------------- | ------------- | ------------------- |
| España | PROMUSICAE             | Oro           | 20 000              |

## Historial de lanzamientos
| País    | Fecha                | Formato             | Ref.   |
| ------- | -------------------- | ------------------- | ------ |
| Mundial | 28 de enero de 2018  | Descarga digital    | [ 38 ] |
| Mundial | 6 de abril de 2018   | Descarga digital    | [ 39 ] |
| España  | 6 de abril de 2018   | Sencillo en CD      | [ 40 ] |
| Mundial | 24 de agosto de 2018 | Remix               | [ 41 ] |
| Mundial | 31 de agosto de 2018 | Videoclip del Remix | [ 42 ] |